# ふるーつメイド
「ふるーつメイド」は、寺本薫（てらもと かおる）による漫画作品。双葉社発行の月刊4コマ漫画雑誌『もえよん』のち『まんがタウンオリジナル』にて連載され、同誌休刊に伴って携帯電話向け有料電子書籍『ケータイまんがタウン』にて連載された4コマギャグストーリー漫画である。

## 概要
創刊号から最終号までの一年間（全13回）、『もえよん』の中で連載が続けられた。掲載誌『もえよん』は2005年7月9日発売の8月号をもって休刊したが、本作は同社の別雑誌『まんがタウンオリジナル』にて2005年8月20日発売の10月号より2006年7月20日発売の最終号まで連載され、さらに2006年12月1日より同社の電子書籍『ケータイまんがタウンレッド』第1号より最終第34号まで、作品単位でのダウンロード販売のみとなった『ケータイまんがタウン』第36号まで連載された。

## ストーリー
漫画家を志し家を飛び出して一年経った頃、バイトでこっそり貯めたお金でアパートを借りて一人暮らしを始めた一成のもとへ、3人のメイドが現れる。
彼女たちは裕福な一成の父に雇われたメイドたちで、まずは一成を家に連れ戻そうとするが一成の決意に負けてしまう。
連れ戻すことを断念したメイドたちは、一成の父からのもう1つの依頼「一成の夢を叶えるよう協力」するためにアパートに住み込むこととなる。
こうして、一成にとっては迷惑ながら刺激的な生活が始まったのである。
この物語は、一成と三人のメイド、そして彼らを取り巻く人々を描く、4コマギャグ漫画である。

## 登場人物
一成（かずなり）
漫画家志望の大学一年生。実家は裕福だが漫画家になることを父に反対されたため家出、現在は自分でバイトをして貯めたお金を使ってアパートで一人暮らしをしつつ、漫研（漫画研究部）にて漫画を執筆する日々である。巨乳好きで、メイドたちが来てからは時おり妄想にふけることがある。漫画のウデは、あまり冴えないものらしい。3人の中では、苺が好みのタイプのようである。姉に対して、シスコンである。
野々村 苺（ののむら いちご）
一成の父に依頼を受けて派遣されてきた「メイド協会」のメイドの一人で、3人の中では最年少のようである。見た目は長い黒髪が特徴で、性格はいたって良いが、いわゆる天然ボケ。新人なのでメイド服しか着ることが出来ず、護衛のためにメイド姿のまま一成の行くところへついて来る。何事にも前向きで、漫研で借りたコスプレ本や同人誌でも熱心に勉強をする。入社研修後初めての仕事が一成の世話で、先輩2人とも初対面であった。夢は「最強のメイドさんになること」。漫研で借りた資料の特撮ドラマ「宇宙デカ・ギャリック」にハマり、日曜だけ早起きをしている（単行本エピソード）。ピンク色を基調としたメイド服を着ている。
蜜柑（みかん）
一成の父に依頼を受けて派遣されてきた「メイド協会」のメイドの一人で、3人の中では中間的立場らしい。眼鏡をかけたショートヘアの娘で、何にでもよく気がつく性格。危険物処理が得意で、一成の父の声真似も出来る。
一成護衛のためと称して同じ大学の学生となり、漫研に入部。絵が上手い。シルビアを駆り○×峠では「紅い閃光」と呼ばれる走り屋である。アニメ「名作劇場」が好きで、運転中ずっとその曲をかけている。トラップ設置のほか、メカにも強いらしく「猫耳林檎ロボット」なども作る。建築も出来る模様。一成の仕事以前から、林檎とは面識があったらしい。黄色を基調としたメイド服を着ている。
橘 林檎 （たちばな りんご）
一成の父に依頼を受けて派遣されてきた「メイド協会」のメイドの一人で、3人の中では最年長に見える。癖のあるセミロングの女性で性格はクールで少し意地悪、射撃が得意。特殊メイクもうまい。一成護衛のため金と権力に物を言わせて同じ大学の「心理学教授兼漫研顧問」となった。「にゃんこ」などかわいい物に目が無く、一方、実はお化けなどが苦手で、酒も一口で倒れてしまうほど弱い。心配性で、一成と苺だけで居ると尾行をしている。「ご両親にご報告を…」を殺し文句に一成を言いなりにするのが得意。青色を基調としたメイド服を着ている。
メイド協会
苺・蜜柑・林檎の3人が所属する謎の会社。階級制度があり、新人はメイド服のみ身に着けることを許される（ただし元旦のみ、新人でも支給される着物を着ることが許される。また、「ご主人様」の服も制限無しに着ることが出来る）。元は「なんでも屋」だったが、理事長の趣味により雇った女の子を全員メイドにしてしまい、武器使用をする仕事もあるなど、実態は謎。3人は一成の父から「一成を連れ戻すか、戻らない場合はその夢が実現出来るように協力してくれ」と依頼を受けており、5000万円の前金を受け取っているが、単なる契約にとどまらず3人が3人とも一成に少なからず好意を抱いている模様。以来、一成が漫画を描くときには3人がそれぞれ役割を分担してアシストしている。なお、3人はアパートの一成の部屋と同じ階を全て借り切り、壁をぶち抜いて直通通路を造るなど改装を施している。当初は一成と同じ階に住んでいたが、後に下の階に各自の個室を持つようになった。

部長
一成が所属する漫研の部長。長身で無造作黒髪の男性。女性に縁が無いらしく女装した一成に一目ぼれしたり、何かにつけ一人で盛り上がる。
美沙（みさ）
一成が所属する漫研の先輩。巨乳ロングヘアの女性。現役コスプレイヤーであるばかりでなく、自作の服を蜜柑などに着せることが楽しみ。服のサイズを測る際、相手の胸に顔をうずめることで測ることが出来る特技がある。特に蜜柑がお気に入り。
一成の姉
25歳で登場人物中最年長だが、身長は最も低く、幼く見られる。家出をした一成を心配して、何かにつけ一成を訪ねたり呼びつけたりしている。旅館を設計してみたり、妹のためを思って策を巡らせたりする一面もある。
一成の妹
12歳だが長身でスタイルがいい。顔は姉そっくりである。兄である一成を慕っているが、引っ込み思案。一成を見習って絵を勉強している（ただし漢〈おとこ〉絵）。
猫耳林檎ロボ
林檎の代理用として蜜柑が作ったロボット。姿は林檎そのものに、黒い猫耳センサーが付いている。服装は某ファミレス制服によく似たコスチュームである。性格は林檎とは違い、素直で無口。語尾に「ニャー」をつける。林檎の好きな対象にひっつく習性がある。脚部のロケットジェットで空を飛ぶことも出来る。連載では一度登場したきりだったが、単行本第1巻描きおろしにも登場、実はその後も一成らと生活をしているらしい。
にゃんこ（ネコ）
作中で人気のキャラクターらしい。林檎はこれに弱い。二本足で立つ猫のキャラクターで、太い眉毛につぶらな瞳が特徴。作中ではぬいぐるみやチョコキャラクターなどとして登場するのみだが、単行本カバーなどでは作者の代理として登場している。

## 書誌情報

### 掲載誌
- もえよん 2004年8月号 - 2005年8月号（休刊により連載終了）
- コミックハイ! 2005年5月号（復刊第1号・ゲスト寄稿）
- 4KOMA VALENTINE 2005（K-BOOKS発行・非売品・4コマ2本）
- まんがタウンオリジナル 2005年10月号 - 2006年9月号（休刊により連載終了）
- ケータイまんがタウンレッド 2006年12月1日 - 2009年9月1日
- ケータイまんがタウン（作品単独発売版） 2006年12月1日 - 2009年11月1日

### 単行本
※「アクションコミックスもえよん」より発行されている。
1. （2005年10月12日発売、11月12日第1刷発行） ISBN 4-575-93977-3
2. （2008年3月28日発売、4月28日第1刷発行） ISBN 978-4-575-94153-1
3. （2009年11月12日発売、12月12日第1刷発行） ISBN 978-4-575-94262-0